# Burgstall auf dem Heideknock

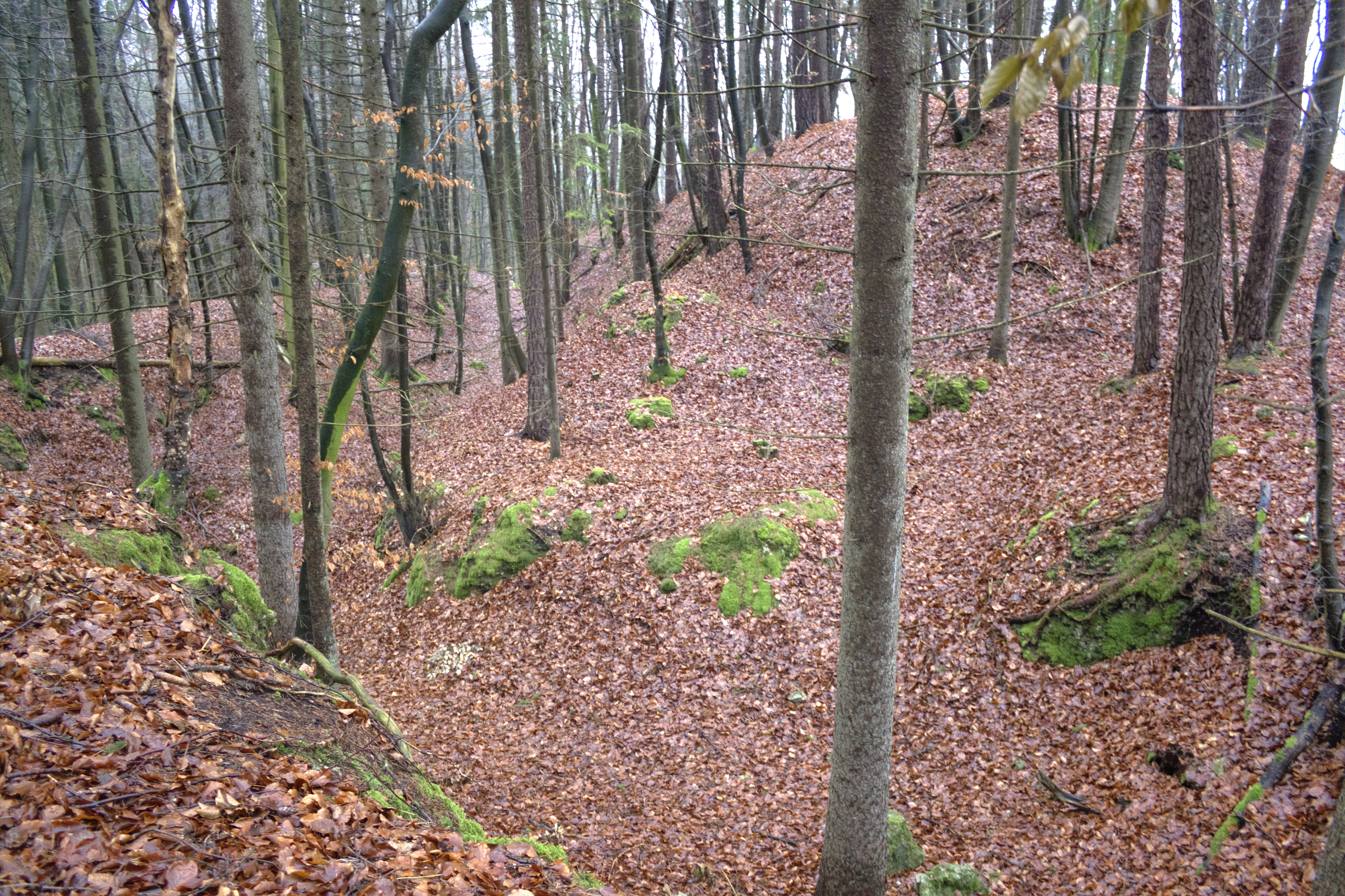
Wall-Graben-Reste auf dem Heideknock (Januar 2013)

Der Burgstall auf dem Heideknock (Alternativnamen: Altes Schloss, Alte Burg) ist der Rest einer mittelalterlichen Spornburg auf einer ehemaligen keltischen Abschnittsbefestigung über dem Kleinziegenfelder Tal in Oberfranken. Es handelte sich vermutlich um die Burg Leuchnitz, die Stammburg des ab 1165 genannten Geschlechts der Edelfreien von Leuchnitz. Zusammen mit einer Höhensiedlung der Urnenfelderkultur und der Späthallstatt-/Frühlatènezeit sowie der Heideknock-Höhle mit Funden aus der Urnenfelderkultur, der Späthallstatt-/Frühlatènezeit und des Mittelalters ist der Burgstall ein geschütztes Bodendenkmal und wird vom Bayerischen Landesamt für Denkmalpflege unter der Denkmalnummer D-4-5933-0083 geführt.

## Geografische Lage
Der Burgstall liegt auf dem Heideknock, einem nach Osten in das Kleinziegenfelder Tal vorgeschobenen Bergsporn etwa 800 Meter südlich von Arnstein, der sich in zwei kleine Plateaus gliedert. und nach Osten, Süden und Norden durch den Steilabsturz der Felsen geschützt ist. Der höchste Punkt beträgt 465,4 m ü. NHN.

## Beschreibung

### Vorgeschichtliche Anlage
Die Anlage wird im Westen von einem drei Meter breiten, verflachten Abschnittswall mit einem vorgelagerten 21 Meter breiten und drei bis vier Meter tiefen Halsgraben geschützt. Die höchste Stelle des Walls befindet sich an dessen südlichem Ende. Hierbei könnte es sich um eine vorgeschichtliche Befestigung gehandelt haben, da eisenzeitliche Scherben in diesem Bereich eine Besiedlung des Platzes in dieser Zeit nahelegen.

### Burg Leuchnitz
Im inneren Plateau gibt es eine zweite unabhängige Wehranlage als mehrfach gestaffeltes Wall-Graben-System, das aufgrund der Bauweise einer mittelalterlichen Befestigung zugeschrieben wurde. Das System grenzt das nördliche, etwa 50 × 90 Meter große Plateau vom südlichen und vom Rest der Jurahochfläche ab. Das Areal ist in Nord-Süd-Richtung 97 Meter lang und durchschnittlich 40 Meter breit. Im Norden, Osten und Südosten fällt die Burgstelle steil in das Kleinziegenfelder Tal ab.
Das Wall-Graben System ist wie folgt aufgebaut: Das Kernstück ist ein 21 Meter breiter und 4 bis 5 Meter tiefer Halsgraben, an dessen innerer Seite sich ein nicht vollständig erhaltener Wall anschließt. Vor dem Halsgraben wurde ein Außenwall aufgeschüttet, der die ganze Burgstelle umschließt und etwa 100 Meter lang ist. Ihm ist ein weiterer, aus dem anstehenden Felsen herausgearbeiteter, etwa 10 Meter breiter Graben vorgelagert, der nur noch im südlichen Teil erhalten ist. Vor diesem befindet sich ein dritter Wall, der den Burgstall von dem zweiten Plateau abtrennte. Aufgrund einer 2,5 Meter breiten Lücke in allen Wällen ist darauf zu schließen, dass sich der Zugang zur Burg am südöstlichen Rand der Burgstelle, direkt am Steilhang, befand. In der Nähe des Zugangs, im Inneren des ehemals planierten Areals, sind zwei rechteckige Ausschachtungen und eine Randböschung erkennbar. Ein in den 1980er Jahren gefundener bronzener Gürtelbeschlag aus der Zeit der Salier unterstützt die Datierung der Burg auf die erste Hälfte des 12. Jahrhunderts.

## Geschichte
Die ehemalige Burg wurde erstmals 1165 als Besitztum von „Stevinc und Ludewig de Luchinze“ erwähnt. Das Geschlecht der Leuchnitz ist ab 1118 nachweisbar. 1232 tauchte in einer Urkunde ein „Cuonrad de Luochenz“ als meranischer Ministerialer auf, was nahelegt, dass die Burg zu diesem Zeitpunkt noch stand. Es wird angenommen, dass sie bis zu ihrer Zerstörung nach 1232 im Besitz der Edelfreien von Leuchnitz blieb. Nach mündlicher Überlieferung war die Anlage um 1340 bereits verfallen. Erhalten geblieben ist der Flurname Alte Burg oder Altes Schloss.